# Соболев, Сергей Владиславович
Серге́й Владисла́вович Со́болев (укр. Сергій Владиславович Соболєв; род. 5 сентября 1961, Запорожье, Украинская ССР, СССР) — украинский политик и народный депутат Украины I, II, IV, VI, VII, VIII и IX созывов.

## Биография
Родился 5 сентября 1961 года в Запорожье. Украинец.
Учился в одном классе с Сергеем Глазьевым.
Образование высшее. Окончив в 1983 году Запорожский государственный педагогический институт (сейчас — Запорожский национальный университет, специальность: «история»), затем в 1996 году получил второе высшее образование, окончив юридический факультет Киевского национального университета имени Тараса Шевченко.
Трудовой путь Сергей Соболев начал в 1978 году на запорожском оборонном заводе «Гамма», где в течение года был рабочим.
В 1983—1985 годах — служба в Вооруженных Силах.
С 1985 по 1986 год, по окончании пединститута и службы в армии, трудился на Днепровском электродном заводе (город Запорожье).
В 1986—1990 годах преподавал историю в Запорожском педагогическом училище № 1. До июля 1990 года состоял в КПСС.
В 1990 году баллотировался в парламент по мажоритарному Хортицкому избирательному округу № 184 и впервые получил мандат депутата Верховной Рады Украины I (XII) созыва. Был избран в Народную Раду, входил в состав фракции «Новая Украина», руководил депутатской группой «Демократическое возрождение Украины» и являлся членом одноимённой Партии демократического возрождения Украины, ликвидированной в 1996. Соболев также работал в парламентском Комитете по вопросам образования и науки.

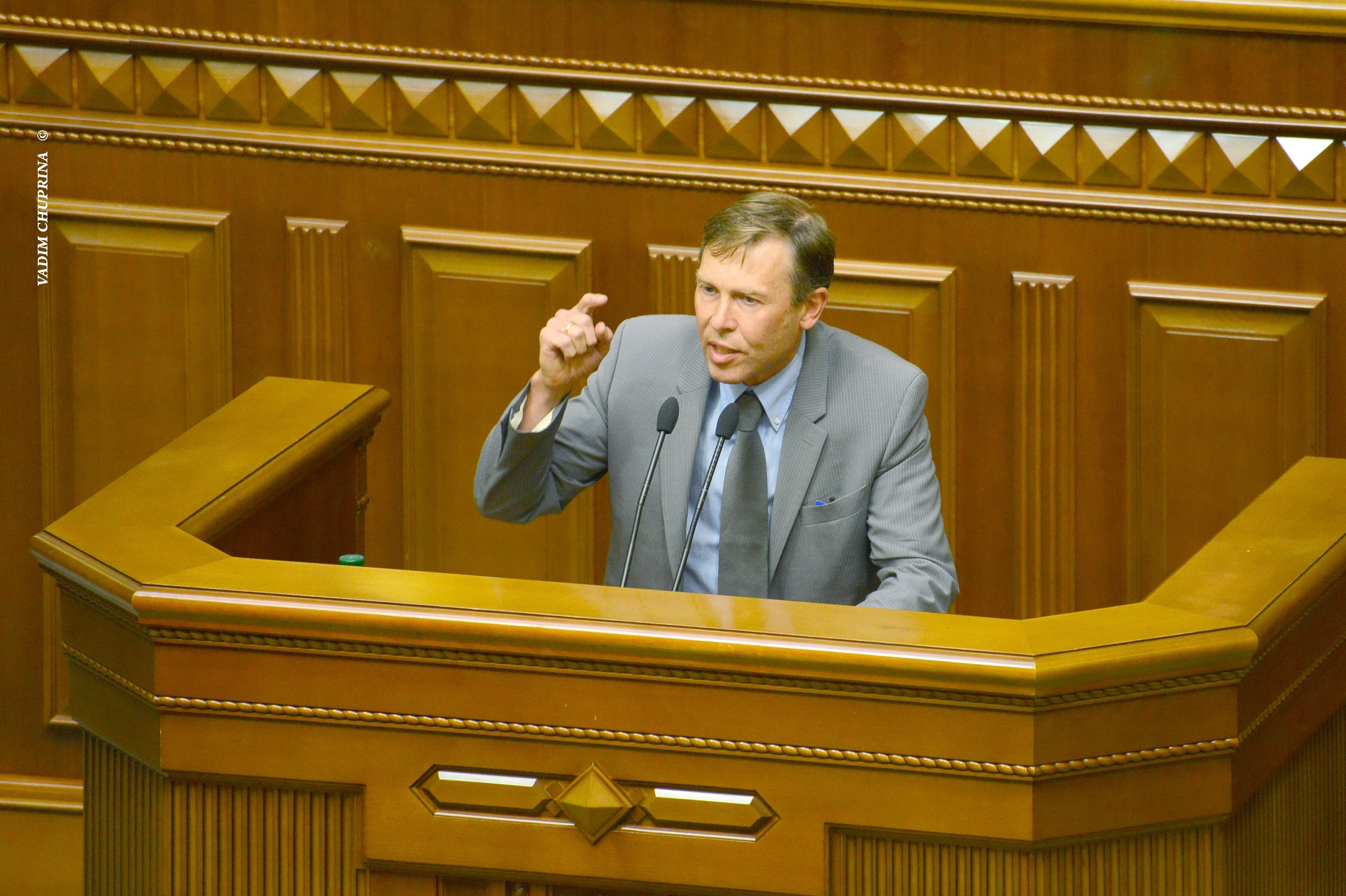
На трибуне Верховной Рады Украины

1994—1998 годы — народный депутат Украины II созыва. Возглавлял депутатскую группу «Реформы». Был членом Комитета по вопросам правовой политики и судебно-правовой реформы, заместителем председателя Контрольной комиссии Верховной Рады по вопросам приватизации. По предложению С.Соболева была создана специальная парламентская комиссия по расследованию деятельности руководства Черноморского морского пароходства (компании «Бласко»), остановлено действие Указа Президента Леонида Кравчука «О государственных облигациях», которым имущество страны закладывалось под долги иностранным государствам. Принимал участие в разработке Конституции Украины.
В октябре 1997-м года стал одним из руководителей вновь созданной правоцентристской партии «Реформы и порядок» (ПРП, лидером тогда был Виктор Пинзеник).
В марте 1998 года был кандидатом в народные депутаты Украины (избирательный округ № 76 Запорожской области). На время выборов являлся парламентарием, членом ПРП. Политсилу поддержали 3,13 % избирателей, но на тот момент в Верховную Раду проходили партии, преодолевшие четырёхпроцентный барьер.
С декабря 1999 года по апрель 2001-го занимал пост советника Премьер-министра Украины Виктора Ющенко.
На парламентские выборы-2002 пошел вместе с блоком Виктора Ющенко «Наша Украина» и стал народным депутатом Украины IV созыва (№ 16 избирательного списка). На момент выборов был руководителем группы экспертов киевского ООО «Середньоєвропейська агенція» и членом ПРП. Его избрали председателем депутатской группы «Реформы». Входил в состав Комитета по вопросам правовой политики и судебно-правовой реформы, был членом Счётной комиссии.
С 3 марта 2005 по 22 сентября 2005 года — постоянный представитель Президента Виктора Ющенко в Верховной Раде Украины. С сентября того же года избран председателем парламентской фракции ПРП.
На очередные выборы Верховной Рады 2006 года партия «Реформы и порядок» пошла вместе с блоком «ПОРА — ПРП» (С. Соболев, в 2006—2007 годах руководивший группой экспертов ООО «Середньоєвропейська агенція», был № 7 избирательного списка блока), но преодолеть трехпроцентный проходной барьер им не удалось. Но уже в сентябре 2007-го на досрочных выборах С. Соболева в четвёртый раз избрали народным депутатом Украины VI созыва по квоте ПРП, участвовавшей в избирательной гонке в составе Блока Юлии Тимошенко. Был избран главой подкомитета по вопросам взаимодействия с государственными органами, органами местного самоуправления, предприятиями, учреждениями и организациями Комитета по вопросам правосудия. Также являлся членом Постоянной делегации в Парламентской ассамблее Совета Европы. Первый заместитель председателя фракции.
С февраля 2010-го возглавил ПРП. До этого времени руководил Запорожской областной организацией политсилы.
В апреле 2010-го стал главой оппозиционного Кабинета Министров, фактический руководитель которого — лидер БЮТ Юлия Тимошенко.
На выборах-2012 шёл под № 8 в списке Всеукраинского объединения «Батькивщина», где указан как беспартийный. С 12 декабря 2012 года — народный депутат Украины VII созыва. Первый замглавы фракции ВО «Батькивщина». Член комитета ВР по вопросам правовой политики. Заместитель главы постоянной делегации в Парламентской ассамблее Совета Европы.
15 июня 2013 года, после объединения партий «Реформы и порядок» и Всеукраинское объединение «Батькивщина», был избран одним из заместителей лидера «Батькивщины».
В марте—ноябре 2014 года был председателем фракции ВО «Батькивщина» в Верховной раде.
В ходе парламентских выборов 25 октября 2014 года был выбран по партийному списку «Батькивщины».
В январе 2015 года стал заместителем главы украинской делегации в Парламентской ассамблее Совета Европы, председателем которой был выбран депутат от «Блока Петра Порошенко» Владимир Арьев. В январе 2016 года был избран вице-президентом группы Европейской народной партии (в которую входит «Батькивщина») в ПАСЕ.
1 ноября 2018 года были введены российские санкции против 322 граждан Украины, включая Сергея Соболева.
29 августа 2019 года Сергей Соболев избран народным депутатом фракции «Батькивщина».

## Законодательные инициативы
Автор законопроекта «Об обеспечении прав и свобод граждан и правовом режиме на временно оккупированной территории Украины», подготовленного в ответ на аннексию Крыма Российской Федерацией. 15 апреля 2014 года закон был принят с поправками и согласно ему Крым признаётся «временно оккупированной территорией».
Сергей Соболев — автор законопроекта «О внесении изменений в Уголовный кодекс Украины». Закон был принят 8 апреля 2014 года и увеличивает сроки заключения за посягательство на территориальную целостность и неприкосновенность Украины от трёх до пяти лет, в случае гибели людей или другим тяжким последствиям, — наказываются лишением свободы на срок от десяти до пятнадцати лет или пожизненным лишением свободы. Ужесточена ответственность за диверсию (взрывы, поджоги, причинение телесных повреждений, разрушение или повреждение объектов) — от десяти до пятнадцати лет. Существенно увеличены сроки заключения за препятствование деятельности вооружённых сил Украины и других военных формирований; блокирование транспортных коммуникаций и захват транспортных предприятий.

## Другое
Свободно владеет украинским, русским и английским языками.
Хобби — футбол, теннис, горные лыжи.

## Семья
Отец Владислав Анатольевич (1935) — работник Запорожского алюминиевого комбината. Мать Инна Николаевна (1935) — врач-педиатр, пенсионер. Жена Нина Ивановна (1962) — учитель истории. Дочери — Юлия (1983), Елена (1986).

## Награды и звания
- Государственный служащий 3 ранга (2000).
- Кавалер ордена «За заслуги» III степени (2005)[16].